# Пальмовый сахар
Пальмовый сахар — подсластитель, получаемый из нескольких сортов пальмы. Хотя сахар из разных сортов пальмы может иметь несколько различный состав, все типы пальмового сахара могут использоваться взаимозаменяемо.
Наиболее известным частным случаем пальмового сахара является кокосовый сахар.

## Разновидности
Помимо кокосовой пальмы, основными источниками пальмового сахара являются пальмирская, финиковая, сахарная пальма и пальма нипа.
Пальмирская пальма (Borassus spp.) культивируется в Африке, Азии и на Новой Гвинее. Эта пальма находит себе много применений, начиная от использования древесины и изготовления шляп, и заканчивая получением пальмового сахара.
Из числа представителей рода Финиковая пальма для получения пальмового сахара чаще всего используется два вида, финик пальчатый (Phoenix dactylifera) и финик лесной (Phoenix sylvestris). Оба являются источниками пальмового сахара. P. dactylifera распространён в Средиземноморье и на Ближнем Востоке. P. sylvestris произрастает в Азии, главным образом в Пакистане и Индии. Финиковые пальмы выращивают в основном ради их плодов — фиников. Пальмовый сахар делают из сока пальмы. Пальмовый сахар из финиковой пальмы не следует путать с финиковым сиропом, получаемым непосредственно из плодов.
Пальма нипа (Nypa fruticans) произрастает в тропических районах побережий Индийского и Тихого океанов. Это один из двух видов пальм, растущий в мангровых зарослях. Ствол пальмы при этом частично находится в воде, и только его листья и цветы возвышаются над водой. Пальмовый сахар производится из богатого сахаром сока.
Сахарная пальма (Arenga pinnata) произрастает в прибрежных и тропических районах Азии, главным образом в Китае, Малайзии и Индонезии. Сок сахарной пальмы, используемый для производства пальмового сахара, известен в Индии как гур, а в Индонезии-как гула-арен.
Кокосовая пальма (Cocos nucifera) является сырьём для производства кокосового сахара. Произрастает в прибрежных районах Индийского и Тихого океанов. Основными производителями кокосового сахара являются Таиланд, Индонезия и Филиппины.

## Производство
Пальмовый сахар получают путем кипячения собранного сока до тех пор, пока он не загустеет до состояния пальмового сиропа. Пальмовый сироп может употребляться в пищу непосредственно, аналогично кленовому сиропу. Он продается в бутылках или жестяных банках,и имеет тенденцию сгущаться и кристаллизироваться с течением времени.
Однако чаще пальмовый сироп продолжают упаривать вплоть до получения пальмового сахара, который затем продаётся в виде брикетов или лепёшек (но может продаваться и в других формах выпуска). Пальмовый сахар может варьироваться по цвету от золотисто-коричневого до темно-коричневого или почти черного, как индонезийский гула арен.

## Использование
Пальмовый сахар является ингредиентом как сладких, так и соленых блюд, используемых во всей Азии, на Ближнем Востоке и в Северной Африке. Пальмовый сахар известен под многими названиями и во многих вариантах, в зависимости от его происхождения, способа производства или региона. Пальмовый сахар называется гула джава («Яванский сахар») в Индонезии и гула малака («Малаккский сахар») в Малайзии. Существует определенная дифференциация в именовании пальмового сахара в Индонезии: термином «гула джава» или гула мера («красный сахар») обычно называют кокосовый сахар, тогда как сахар из сока сахарной пальмы  называется гула арен. Сахар «гула джава» имеет более темный цвет и более выраженный сладкий вкус, чем у «гула арена».
В Индонезии и Малайзии пальмовый сахар используется достаточно широко, причём существуют блюда, специально рассчитанные преимущественно на использование пальмового сахара, такие как клепон (англ.) или чендол (англ.).